# Nicol Camacho
Nicol Camacho (Vélez, Santander, 24 de octubre de 1999) es una futbolista profesional que juega de volante mixta y su actual equipo es el Club Deportivo Los Millonarios de la Liga Profesional Femenina en Colombia.

## Historia
Desde los 11 años, Nicol pidió a sus padres practicar fútbol con hombres en el municipio de Vélez debido a la falta de escuelas de formación femenina. Al poco tiempo llamó la atención del profesor Óscar Flórez entrenador del Club Real Sociedad, en donde la santandereana se destacaba por la versatilidad de su juego, el cual pasaba por encima de sus compañeros de entrenamiento.
Luego tras su destacado talento fue vista por el profesor Expencer Uribe, estratega que le brindó la oportunidad de incorporarla en las filas del Club Botín de Oro del municipio de Girón. La veleña participó en todas las categorías de Botín de Oro (infantil, prejuvenil y juvenil).
Para el año 2013, Camacho fue convocada para la selección Santander femenina para jugar torneos regionales y nacionales, por lo que sus viajes desde Vélez a Bucaramanga eran frecuentes y generaban su ausencia en sus estudios.
Para el año de 2017 Nicol es inscrita en el mes de marzo para hacer parte de la plantilla profesional de Atlético Bucaramanga y así complementar la nómina del equipo de la 'ciudad bonita' en la Liga Femenina 2017.
Nicol es la primera jugadora sub-20 en debutar con el equipo de 'las leopardas', lo hizo frente a Envigado Formas Íntimas el 1 de abril de 2017.
Para la Liga Femenina 2017 su equipo Atlético Bucaramanga llegó a semifinales del certamen, siendo ella una de las titulares indiscutibles para el profesor Expencer Alexander Uribe. En ese ocasión el equipo no logró pasar a la final tras caer en el global 4-0 con Independiente Santa Fe.
Fue convocada para la Selección Colombia para el Sudamericano Sub-20 2018 Femenino en Ecuador para las clasificatorias al Mundial de Francia 2018.
Asimismo, participó en los Juegos Sudamericanos de Cocha 2018 jugando para la Selección Colombia Sub-20 en donde logró una medalla de plata.

## Logros
- Primera jugadora Sub 20 en debutar con Atlético Bucaramanga ( 1 de abril de 2017)
- Primera jugadora de Vélez en ser convocada a la Selección Colombia Femenina Sub 20 (2018)

### Participaciones Internacionales con Selección Colombia
| Copa                      | Sede        | Resultado     | Partidos | Goles |
| ------------------------- | ----------- | ------------- | -------- | ----- |
| Sudamericano Sub-20 2018  | Ecuador     | Tercer lugar  | 3        | 0     |
| Juegos Sudamericanos 2018 | Cochambamba | Segundo lugar | 3        | 0     |

## Clubes
| Club                 | País     | Año         |
| -------------------- | -------- | ----------- |
| Botín de Oro         | Colombia | 2016        |
| Atlético Bucaramanga | Colombia | 2017 - 2018 |
| Real San Andrés      | Colombia | 2019-2020   |
| Millonarios          | Colombia | 2021        |
| Real Santander       | Colombia | 2022        |